# واسیلوف، گمینا تلاتن
واسیلوف،[vaˈsɨluf] یک روستا در ناحیه گمینا تلاتن، در شهرستان توماشوف لوبلسکی ، استان لوبلین، در شرق لهستان است.

## افراد سرشناس
- نینا پترونا خروشچوا ، همسر نیکیتا خروشچف، رهبر سابق شوروی